# 宮沢大地
宮沢 大地（みやざわ だいち、1972年11月12日 - ）は、日本の俳優。ケイエムシネマ企画所属。埼玉県出身。

## 経歴・人物
1972年11月、埼玉県に生まれる。
特技は殺陣。趣味は、タップダンス・ジョギング・サーフィンなど。資格等：普通自動車免許・自動中型二輪免許・TOEIC 740点。
2012年、Tシャツブランド「鈍色」を旗揚げ。

## 出演

### 映画
- @ベイビーメール（2005年）
- 容疑者Xの献身（2008年）
- 悲しみのよろこび（2012年）
- 万能鑑定士Q -モナ・リザの瞳-（2014年）
- 四苦八苦（2014年）
- 向き合ってこんにちは
- よりよい明日
- 兵士だけが死ぬわけではない
- C'S NEXT
- glowing glowing
- 8.15
- 愛国女子—紅武士道（2022年、日活） - 日本救済会議役員 役

### テレビドラマ
- 怖い日曜日（1999年）
- 所轄刑事（2005年）
- 純情きらり（2006年） - 大助
- 252 生存者あり episode.ZERO（2008年）
- 世にも奇妙な物語 春の特別編（2009年）
- 華麗なるスパイ（2009年）
- 龍馬伝（2010年）
- ゲゲゲの女房（2010年）
- 東野圭吾 幻夜（2010年）
- 絶対零度 〜特殊犯罪潜入捜査〜（2011年） - 川村賢次
- クロコーチ（2013年）
- S -最後の警官-（2014年）
- お家さん（2014年） - 惣七
- 女はそれを許さない（2014年） - 田辺弁護士
- 石の繭（2015年）
- 吉原裏同心〜新春吉原の大火〜（2016年）
- ウルトラマンオーブ（2016年） - 警備員
- 特捜9 season5 最終話（2022年） - タクシー運転手
- アンチヒーロー 第2話 - （2024年4月21日 - 、TBS）[4]
- キャスター 第2話（2025年4月20日、TBS） - 崎久保華の上司 役[5]

### 配信ドラマ
- 地面師たち（2024年7月25日 - 、Netflix） - 捜査官 役[6]

### テレビ番組
- 踊る!さんま御殿!!
- 天才!志村どうぶつ園

### 舞台
- 乱歩の恋文
- 路上
- 命を弄ぶ男ふたり
- ゴールデンアワー
- ターキー
- STAY ずっとこのまま
- ハメツノニワ
- うたかたの日々
- 渋柿の行方
- 誘惑する爪痕
- 千葉大女医殺人事件
- 唐版 風の又三郎
- 秘密の花園
- かもめ
- ワーニャ伯父さん
- 屋上の人
- 逃げ去る恋
- 女と男のいる舗道
- 秋のエチュード
- 僕のイソップ物語
- 最後の夏休み
- 夏祭り
- サンSUNサン
- 紫陽花
- 透明人間
- ジャガーの眼

### CM
- 小林製薬 アルピタン